# Онерва Л.
Л. Онерва (фин. L. Onerva), настоящее имя Хилья Онерва Лехтинен (Hilja Onerva Lehtinen; 28 апреля 1882, Гельсинфорс, Великое княжество Финляндское, Российская империя — 1 марта 1972, Хельсинки, Финляндия) — финская писательница, поэтесса, драматург, журналистка, переводчица
, литературный критик. Награждена медалью «Pro Finlandia».

## Биография
Родилась в семье сотрудника лесоторговой компании. Её мать была помещена в психиатрическую больницу, когда дочери было шесть лет, и провела там остаток своей жизни. Онерва выросла под присмотром отца, бабушки и дедушки.
Образование получила в Императорском Александровском университете, по окончании которого работала учительницей, занималась журналистикой.
В начале 1900-х годов состояла в близких отношениях с Эйно Лейно, они никогда не были женаты и жили вместе только за границей. Онерва и Лейно вместе жили за границей в течение пяти месяцев, путешествуя по Европе.Онерва много значила для Лейно: она была его любовницей, но также компаньоном. Лейно повлиял и на работу Онервы. Постепенно их отношения переросли в дружбу, и они остались в хороших отношениях, несмотря на брак Онервы с Лееви Мадетоей.
В 1904 году опубликовала сборник стихов «Диссонансы», затем «Поверженные боги» (1910), «Вечерний звон» (1912), «Далёкая весна» (1914), «Песня фонарей» (1919), «На границе» (1938), в 1952 году вышел последний сборник — «Вечерняя заря».
Автор прозаических произведений: новелл, романов ( «Мирдья», 1908, в котором отразились её идейные искания в период подъёма общедемократического движения в России).
Одна из главных тем лирики Л. Онервы — нравственная стойкость личности, протестующей против дегуманизации общества и в трудной борьбе преодолевающей собственный пессимизм. Отход от индивидуализма, призывы к социальному действию запечатлены в лирическом сборнике «Борение душ» (1923), пьесе «Обвинители» (1923). Выступала как литературовед (работа об Э. Лейно, 1932) и переводчик (главным образом с французского).
За время своего творчества получила в общей сложности семь государственных премий по литературе в 1908–1910, 1921, 1923, 1927 и 1933 годах. Была награждена почётной премией фонда Алексиса Киве и медалью Pro Finlandia в 1967 г.
С 1930-х годов страдала от алкоголизма. Её периодически госпитализировали из-за болезни сердца, артрита и нервных заболеваний, в том числе в психиатрические больницы.